# Geoffrey Hospedales
Geoffrey Hospedales, né le 8 novembre 1972, est un arbitre trinidadien de football. 

## Carrière
Il a officié dans une compétition majeure : 
- Gold Cup 2009 (1 match)